# José Ramón Larraz
Pour les articles homonymes, voir Gil.
José Ramón Larraz Gil dit parfois Gil, Dan Daubeney, Watman ou Joseph Braunstein, est un dessinateur et scénariste de bande dessinée, auteur de roman-photo, photographe de mode et réalisateur espagnol, né le 7 février 1929 à Barcelone en Espagne et mort le 3 septembre 2013 à Malaga. Il a travaillé en Espagne, en France, en Belgique et en Angleterre. Dans les pays francophones, il est surtout connu pour deux œuvres : Paul Foran, une série de bandes dessinées publiée dans Spirou entre 1968 et 1978, et Vampyres, un film qu'il a réalisé en Angleterre en 1974 et qui a fait de lui, aux yeux des amateurs, « un petit maître de l'horreur moderne ». Bien que sélectionné en Compétition au Festival de Cannes en 1974, son film Les Symptômes est sorti en salles dans l'indifférence et n'a été redécouvert qu'une trentaine d'années plus tard. Larraz est le seul cinéaste cantonné dans le  "cinéma bis" dont un film a concouru à Cannes pour la Palme d'or.

## Biographie

### 1929-1953: Barcelone
José Ramón Larraz a sept ans le 18 juillet 1936, quand éclate la guerre civile espagnole. Il vit à Barcelone, l'une des principales villes républicaines. « À cause de la guerre, presque aucun enfant n'allait à l'école. Mon père qui était un homme de gauche me disait : Va à l'école ! Mais à l'école, la seule chose qu'ils nous apprenaient c'était chanter... des chansons révolutionnaires. [...] [Puis] ma mère m'a gardé à la maison à cause des bombardements. » Barcelone est bombardée de janvier à mars 1938 et est prise par le camp franquiste le 26 janvier 1939.
À la fin de l'adolescence, Larraz entre en possession d'un appareil photographique : « J'ai pris des photos d'animaux du zoo, racontera-t-il plus tard, des amis, des filles, et progressivement des filles habillées, moins habillées, puis déshabillées. »
Pour subvenir aux besoins de sa famille après la mort de son père en 1946, il interrompt ses études de philosophie et se consacre à la bande dessinée. Il dessine d'après des photographies prises par lui-même ou par d'autres. Il débute en 1951 pour les éditions Clíper : il remplace le dessinateur Francisco Batet sur la série El Coyote, une imitation de Zorro, et crée, entre autres, les séries Ray Walker, Vivian, Pecas, Janet y Pipa (« une bande de jeunes filles débrouillardes visitant les plateaux de tournage de cinéma, rencontrant les stars et starlettes de l'époque ») et Duncan Foster,. À la demande de la MGM, il dessine également une adaptation en BD de Quo vadis pour accompagner la sortie espagnole du film (elle aura lieu en février 1954, plus de deux ans après la sortie aux États-Unis).

### 1953-1962: Paris
Grâce à cette commande de la MGM, Larraz gagne suffisamment d'argent pour quitter l'Espagne et s'installer à Paris en 1953 ou en 1954'. « Je suis parti pour des raisons politiques et également à cause de la censure très importante qui régnait alors [en Espagne] [...], dira-t-il plus tard. Il n'était par exemple pas possible de dessiner une femme avec une belle poitrine ! Les bandes dessinées ne devaient mettre en scène que des hommes ou bien des femmes plates avec des jupes descendant jusqu'aux chevilles ! »

À Paris, Larraz travaille pour Marijac (qui le publie dans Mireille et Coq hardi), puis pour Paul Winkler. Pour Opera Mundi, l'agence de Winkler, il dessine, parfois sous pseudonyme, parfois en collaboration avec d'autres, de nombreuses bandes quotidiennes : entre autres Capitaine Baroud publiée dans L'Équipe, Jed Foran et Cécile publiées dans Le Parisien libéré, Hommes et bêtes publiée dans France-Soir. Dans Cécile, une série sentimentale située dans le milieu des mannequins de mode, mais aussi dans des séries d'aventures exotiques comme Capitaine Baroud, Larraz peut faire ce que la censure espagnole lui interdisait : accorder des rôles importants aux personnages féminins et les dessiner sans avoir à les vêtir jusqu'aux chevilles. « On était lu dans les journaux (sous la forme de strips quotidiens replacés dans de nombreux titres nationaux et régionaux), expliquera-t-il plus tard, et c'était pas tellement pour les enfants, c'était déjà de la bande dessinée pour les adultes. » Thierry Lecloux et Philippe Capart retiennent de cette période la série Hommes et bêtes, une des « plus belles bandes quotidiennes » de Larraz, « dessinée à quatre mains » avec José Laffond, « leurs styles étant intimement imbriqués ».

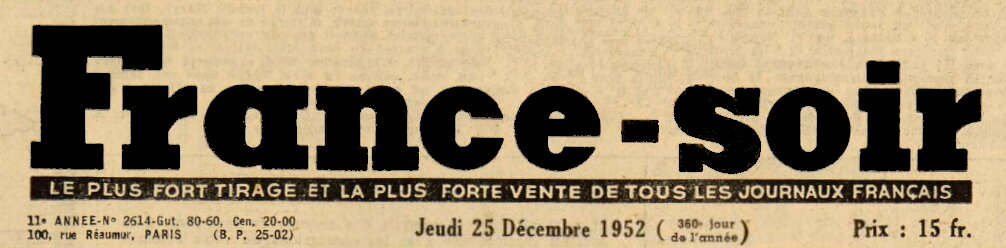
Logotype de France-Soir en 1952. En 1956 et 1957, le journal publiera Hommes et bêtes, une bande quotidienne dessinée par Larraz et José Laffond.

À cette époque, Larraz réalise aussi des bandes dessinées en pleines pages pour Le Journal de Mickey, dont une adaptation du film L'Homme des vallées perdues, qu'il signe du nom de sa compagne, Diana Daubeney, une Anglaise,. Au début des années 1960, à la demande de Paul Winkler, il passe au roman-photo, notamment en adaptant Anna Karénine, Les Hauts de Hurlevent et Les Derniers Jours de Pompéi pour l'hebdomadaire Confidences.

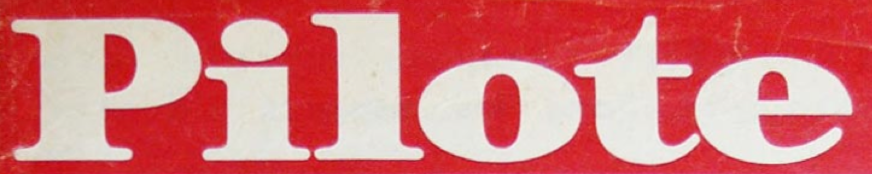
Logotype du journal Pilote sur le numéro 1, 29 octobre 1959. L'hebdomadaire publiera la série de Larraz Yves La Brousse en 1967.

### 1962-1969: Bruxelles
Larraz abandonne pendant un temps ses activités de dessinateur. En 1962, Diana Daubeney et lui ont un premier enfant. Ils le prénomment Duncan (d'après le prénom d'un des personnages qu'il avait créés en Espagne au début des années 1950 : Duncan Foster). La famille quitte la France et s'installe en Belgique en 1962 ou, selon d'autres sources, en 1966. Larraz est désormais photographe de mode. Il rencontre l'écrivain Thomas Owen dont il devient l'ami. En 1966, il participe au tournage en Espagne de Quatre dollars de vengeance, un western réalisé par Jaime Jesús Balcázar et produit par Alfonso Balcázar (Larraz collaborera à nouveau avec les frères Balcázar en 1972 et au début des années 1980, quand il sera lui-même devenu cinéaste).

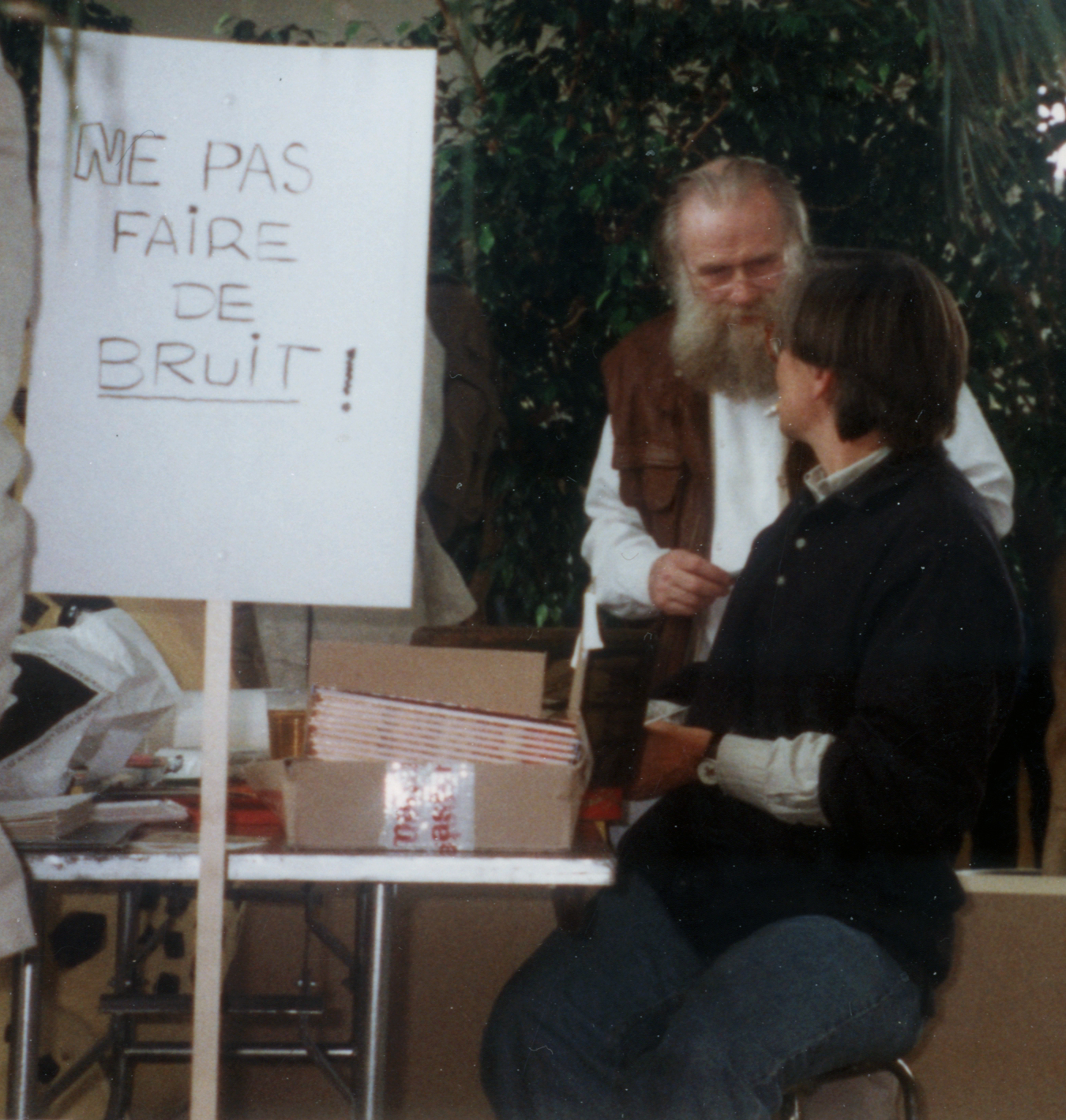
Yvan Delporte en 1996 (photographie de Lafloche). Delporte était rédacteur en chef de Spirou en 1967, quand le journal a publié Christian Vanel et Michaël.

Il reprend le dessin et intègre en 1967 l'équipe du journal Spirou (la même année en France, le journal Pilote publie sa BD Yves La Brousse). Après le départ de Jijé et d'Eddy Paape, l'hebdomadaire belge manque de séries d'aventure,. Larraz en propose trois. D'abord, sous le pseudonyme de Dan Daubeney, Christian Vanel : des aventures maritimes situées au XVIIIe siècle. Ensuite, sous le même pseudonyme, Michaël : des aventures africaines dont le héros est un petit garçon à qui Larraz donne les traits de son fils. Enfin, à partir de 1968 et sous le pseudonyme de Gil, Paul Foran : des « aventures exotiques teintées de mystère et de fantastique gothique, avec de multiples références cinématographiques, un érotisme discret, et des ambiances sombres ». Les séries Christian Vanel et Michaël sont vite abandonnées en raison de leur mauvais classement dans le "référendum" que le journal réalise chaque année auprès de ses lecteurs. En revanche, la série Paul Foran « marque plus d'un imaginaire » et se poursuit pendant dix ans : dix aventures paraissent dans Spirou, dont quatre seront reprises en albums souples publiés par Dupuis dans la seconde moitié des années 1970.
La participation de Larraz à l'hebdomadaire aura aussi marqué les lecteurs pour une raison plus anecdotique : c'est lui qui en 1967 offre à Charles Dupuis Pinky, le lionceau dont la garde est confiée au rédacteur en chef Yvan Delporte. Pinky a servi de modèle à Larraz pour dessiner l'animal qui accompagne le jeune héros de la série Michaël. Devenu le lionceau du journal, il fait l'objet de reportages plus ou moins fantaisistes rédigés par Delporte et apparaît dans des planches de Gaston,.
Bien qu'il travaille pour Spirou, Larraz ne reprend pas goût au dessin, et « il fait appel à des collaborations extérieures, officielles ou non ». René Follet, Herbert Geldhof et Jordi Bernet dessinent des cases ou des décors de Michaël sans être crédités. Jesús Blasco, crédité sous le pseudonyme de Montero, puis Jordi Bernet, sous le nom de Jordi, dessinent la plupart des cases des neufs premiers épisodes de Paul Foran.

### 1969-1976: Londres
À la fin des années 1960, Larraz ne s'intéresse plus au dessin mais au cinéma. Il trouve une opportunité en Angleterre pour réaliser un film érotique à petit budget. Avec Diana Daubeney, sa compagne, il déménage à Londres en 1969. L'Enfer de l'érotisme, son premier film, est un thriller dans le milieu de la photographie de mode. Le « petit succès » qu'il rencontre permet à son réalisateur d'embrasser, à l'âge de quarante ans et en autodidacte, « une nouvelle carrière ».

Devenu cinéaste, Larraz reprend l'acteur masculin principal de L'Enfer de l'érotisme, Karl Lanchbury, et tourne un second thriller érotique, Déviation sexuelle. En 1972, il réalise La muerte incierta et Emma, puertas oscuras, deux productions espagnoles filmées en partie dans les studios Balcázar à Barcelone. La muerte incierta, un film d'aventure « teinté de fantastique », « reste à part dans la filmographie de Larraz ». C'est « son unique tentative de renouer avec les thématiques récurrentes de ses bandes dessinées : l'Inde mystérieuse et exotique, des tigres, une femme envoûtante ». En revanche, Emma puertas oscuras est dans la continuité des deux thrillers anglais qu'il avait réalisés : « on y retrouve la même ambiance malsaine et la présence d'un meurtrier psychologiquement perturbé. » Bien que terminé en 1972, le film ne sort pas en Espagne avant 1974. De retour en Angleterre, Larraz réalise en 1973 un autre thriller avec Karl Lanchbury : Crie et meurs. 

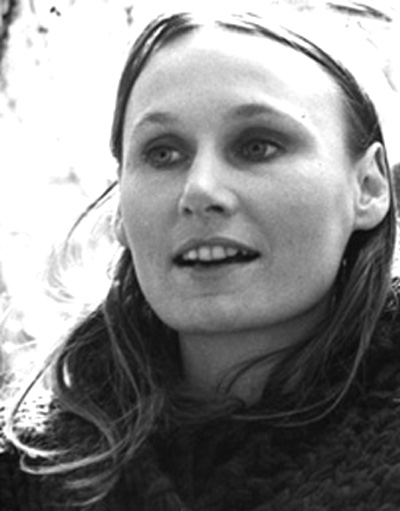
Angela Pleasence dans Les Symptômes (photographie de plateau).

Grâce au soutien financier des éditeurs belges de ses BD, la famille Dupuis qui lui donne carte blanche, Larraz peut réaliser son film suivant, Les Symptômes, sans se soucier de contraintes commerciales. Il choisit d'atténuer l'érotisme et de réduire le nombre de séquences violentes. Il confie le rôle principal à Angela Pleasence, la fille de Donald Pleasence : « C'est une [...] [vraie] comédienne [...]. Je pouvais lui demander des choses difficiles et d'ailleurs, j'avais écrit le scénario en conséquence ». Maurice Bessy sélectionne Les Symptômes en Compétition au festival de Cannes de 1974. Le film y est reçu dans l'indifférence et ne sort que deux ans plus tard sans grand succès. Jouissant d'une bonne réputation auprès des amateurs mais longtemps très difficile à voir, Les Symptômes ne sera redécouvert que dans les années 2010,.
Larraz réalise ensuite Vampyres en prenant un parti opposé à celui qu'il vient de prendre : il accentue l'horreur et l'érotisme au point de rendre le film choquant « par son jusqu'au boutisme ». Vampyres est, selon Olivier Père, suffisamment « sulfureux et effrayant » pour faire du cinéaste « un petit maître de l'horreur moderne ». Produit par Brian Smedley-Aston, le monteur de Les Symptômes et futur producteur d'Exposé de James Kenelm Clarke, Vampyres est un succès commercial.
Au milieu des années 1970, le film d'horreur britannique est en crise. Larraz se tourne à nouveau vers la bande dessinée : il écrit et dessine quelques récits d'aventure publiés en 1975 dans Tintin ainsi qu'une série fantastique qui débute la même année dans Spirou sous le titre Les Compagnons du fantastique et qui sera rebaptisée ensuite Kim Norton. Il la signe du pseudonyme Watman qu'il utilise également lorsqu'il reprend, au scénario et au dessin, la série Paul Foran pour un dixième et dernier épisode. Il écrit aussi le scénario d'Arsat, une série d'aventures fantastiques dessinée tantôt par Antonio Deu, tantôt par Antonio Solé Sanz.
En Espagne, Francisco Franco meurt le 20 novembre 1975, la monarchie est restaurée, et le roi Juan Carlos organise la transition démocratique à partir de 1976. Même s'il habite toujours en Angleterre, Larraz travaillera désormais en Espagne.

### 1976-2013: Espagne
Larraz s'éloigne délibérément du cinéma horrifique et réalise Le Voyeur, un drame ambitieux et personnel, « bien accueilli par une partie de la critique [espagnole] ».

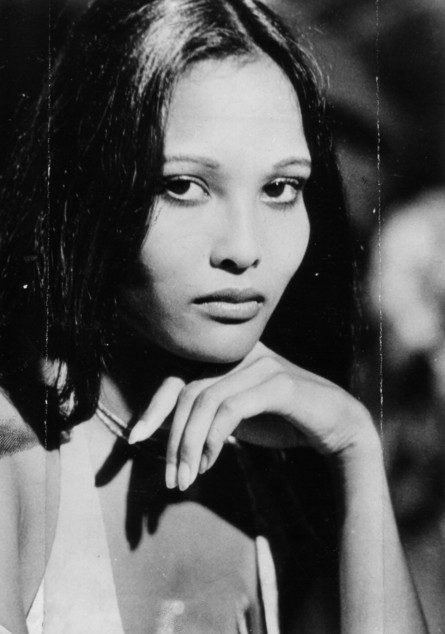
L'actrice Laura Gemser a joué dans Sans peur et sans culotte (1979), coproduction italo-espagnole réalisée par Larraz pendant la période du destape.

Avec la transition démocratique, la situation du cinéma espagnol est en train de changer. La libéralisation de la censure permet la nudité à l'écran, puis l'instauration de la catégorie "S" en novembre 1977 (classification qui sera abandonnée en 1984) rend possible la production d'un cinéma érotique espagnol. Le destape, comme on l'appelle à l'époque, connaît un grand succès commercial entre 1978 et 1983. Larraz multiplie alors les films érotiques, avant de réaliser des comédies sexy. Produites par José Frade, l'un des producteurs les plus importants du destape, Polvos mágicos et La momia nacional, deux parodies de films d'horreur gothique, sont des succès au box-office. Larraz s'est tellement adapté au marché du cinéma national qu'il donne l'impression d'avoir renoncé à ses ambitions de cinéaste : « Après avoir été considéré comme un pornographe [à la fin des années 1970], [il] devient, aux yeux de l'intelligentsia espagnole, un faiseur de comédies crétines... » « J'ai fait cela parce que je n'avais pas de contacts avec d'autres producteurs [que ceux qui me proposaient des films érotiques ou des comédies. Et je n'ai pas cherché à en contacter d'autres, ] [...] car il est vrai que j'allais en Espagne, que je tournais, et que je repartais aussitôt [en Angleterre où j'habitais]. » Des onze films que Larraz réalise entre 1978 et 1983, les commentateurs de son œuvre en retiennent trois : La P... et l'étalon, un « thriller érotique », « bizarre » mais que le cinéaste n'aime pas, Estigma, un film d'horreur coproduit par Balcázar Producciones, souvent considéré comme personnel et soigné,, et Los ritos sexuales del diablo, film d'horreur plus controversé que le précédent,, et que le cinéaste aime encore moins que La P... et l'étalon.
Après ces onze films, Larraz se consacre à un projet plus prestigieux et doté d'un budget conséquent : une mini-série en six épisodes sur la vie du peintre Goya. Les épisodes sont bien accueillis lors de leur diffusion sur TVE, mais Larraz ne bifurque pas vraiment vers la télévision (il ne fera pas d'autre téléfilm avant une mini-série en deux épisodes en 2002 sur la vie du poète Miguel Hernández). À partir de 1987, sous l'impulsion des producteurs José Frade (qui avait produit cinq de ses comédies et films érotiques espagnols) et Brian Smedley-Aston (le producteur de Vampyres), il réalise trois films d'horreur conçus pour concurrencer les productions américaines. Repose en paix, Al filo del hacha et Deadly Manor ne rencontrent pas le succès auprès du public, ni auprès de la critique.
Dans les années 1990, il espère pouvoir tourner une adaptation de Thérèse Raquin, mais le film reste à l'état de projet.
En 2001, après la mort de sa compagne, Diana Daubeney, Larraz revient vivre en Espagne et s'installe à Madrid. Il écrit ses mémoires, ainsi que de la littérature fantastique. Il épouse une actrice qu'il avait filmée dans Los ritos sexuales del diablo et qui s'était retirée du cinéma dans les années 1980 : Vanessa Hidalgo.

## Œuvre

### Bande dessinée
Les BD de Larraz témoignent d'une époque où « la bande dessinée, dépourvue de toute prétention, n'avait d'autre ambition que d'apporter aux lecteurs [...] un peu de rêve et de distraction ». Bien qu'il emprunte son style graphique à d'autres dessinateurs, ses productions ne sont pas impersonnelles. On y retrouve un thème de prédilection et des éléments communs (Larraz a, par exemple, utilisé à plusieurs reprises le nom de famille Foran pour des personnages distincts : Doc Foran en 1953, Jed Foran en 1955 et Paul Foran en 1968). On y retrouve aussi un sens du récit en images, manifeste dans le soin qu'il apporte au découpage et à la composition de ses cases.

#### Style graphique
Dès ses débuts, Larraz prend pour modèle les dessinateurs réalistes américains, en particulier Alex Raymond dans sa période Rip Kirby. Quand il ne copie pas l'un de ses modèles, il dessine d'après photographie. D'où la ressemblance de certains de ses personnages avec des acteurs. Duncan Foster, par exemple, a le visage et les postures de Gary Cooper. Parfois, Larraz prend lui-même des photos en vue des cases qu'il souhaite dessiner. Cela explique qu'on ait pu comparer certains de ses dessins avec ceux d'Alex Varenne: « je fais des séances photo afin d'obtenir une base de travail, déclarait ce dernier dans un entretien de 1999. [...] Ces photos, c'est un peu le carnet de croquis du dessinateur d'antan. »

#### Sujet de prédilection
Larraz a très souvent situé l'action de ses bandes dessinées dans « la jungle ou la brousse africaines ou indiennes », parmi les chasseurs de fauves - décors et personnages que l'on retrouve de sa première série (Wilkens el cazador en 1952) à sa dernière BD (le bref récit Necrofilia en 1984), en passant par Duncan Foster, Kirza, Douce Liane, Jungle interdite, Jed Foran, Capitaine Baroud, Hommes et bêtes, Tim la Brousse, Jungle Jack, Yves la Brousse, Michaël, et Boango. Dans un entretien de 1997, il expliquera que les éditeurs des années 1950 « étaient à la recherche d'histoires de jungle mystérieuse » : « cela ne semblait pas intéresser les dessinateurs. Peut-être n'étaient-ils pas très à l'aise avec le dessin d'animaux. À l'inverse, j'adorais dessiner les animaux et je pense que je me débrouillais pas mal dans ce domaine. » Vers la fin de sa vie, il reviendra sur ces propos, déclarant avoir eu du mal à dessiner des animaux vivants (« moi, c'était plutôt celui qui est au pied du chasseur, qui est mort déjà ») et avoir profité, dans sa période belge, des conseils et de l'aide du dessinateur Herbert Geldhof.

#### Controverse

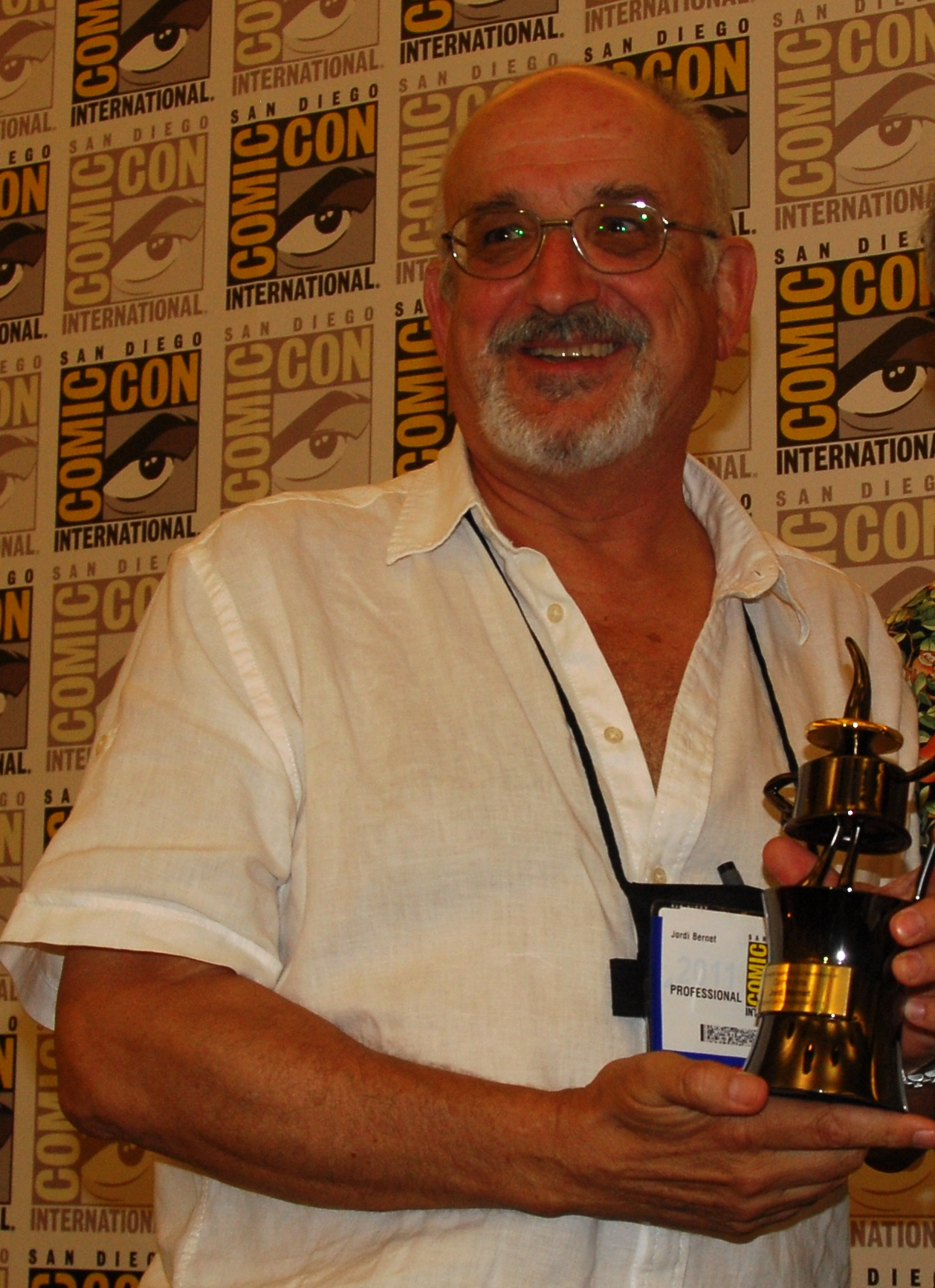
Jordi Bernet reçoit le prix Inkpot en 2011 (photographie de Jmrodri2). Au début des années 1970, Bernet a dessiné beaucoup d'épisodes de Paul Foran.

Dans le n° 75 des Cahiers de la bande dessinée, le dessinateur Jordi Bernet déclare que Larraz « ne savait pas dessiner et se contentait de décalquer les dessins des autres », et que les scénarios de Paul Foran étaient tous de Miguel Cussó, dont le nom n'est jamais mentionné. Dans cet entretien, Bernet ajoute que lui-même a dessiné seul les six épisodes de Paul Foran signés « Gil et Jordi ».
D'après Thierry Lecloux et Philippe Capart, Larraz a participé aux dessins des cinq premiers épisodes de Paul Foran, mais n'en a pas été le principal dessinateur. Jesús Blasco a dessiné la majorité des cases de Le Mystère du lac, le premier épisode, ainsi que quelques cases de Le Gang des vampires, second épisode de la série. Blasco n'aurait pas participé au troisième épisode, Chantage à la Terre, dont le dessin est pourtant signé "Montero" . Jordi Bernet serait intervenu dès le deuxième épisode, bien qu'il ne soit crédité (sous le nom de Jordi) qu'à partir du quatrième, La Momie, et il aurait assumé « seul », sans aucune contribution de Larraz, « le dessin des épisodes 6, 7, 8 et 9 ».
Larraz, de son côté, n'a jamais prétendu être un grand dessinateur. Dès 1970, il déclarait être « un conteur, pas un dessinateur » : « le dessin, ajoutait-t-il à propos de lui-même, ne suit pas toujours l'idée. » Plus tard, il affirmera avoir réalisé une grande partie des dessins des premiers épisodes de Paul Foran mais admettra qu'à partir d'un moment, Bernet a « dessiné entièrement la série et en a fait quelque chose d'encore bien meilleur. » Il reconnaîtra également que Miguel Cussó a écrit les scénarios de quelques épisodes sans être crédité : « De mémoire, il a dû faire les épisodes Baroud dans l'île et Le Retour de Ling-Hur. [...] Cussó avait accepté car il connaissait à l'époque un creux dans sa carrière au cinéma. Ce passage du cinéma vers la bande dessinée lui paraissait dégradant. »
Des historiens de la bande dessinée ont réhabilité le travail de Larraz, sans pour autant le présenter comme un grand dessinateur. « Le reproche qu'on peut adresser à José Ramón Larraz en tant que dessinateur, écrit Philippe Gontier, est de s'être trop souvent inspiré d'Alex Raymond, allant parfois jusqu'à recopier purement et simplement certains de ses dessins, et d'avoir utilisé presque systématiquement la photo comme support. Mais il faut mettre à son crédit un grand sens de l'image et de la composition, et une conception moderne de la bande dessinée telle que l'entendaient les grands maîtres américains du noir et blanc réaliste. » Pour Thierry Lecloux et Philippe Capart, « les bandes dessinées, roman-photos et films de Larraz ont une caractéristique commune, la qualité du découpage. » Pour Michel Denni, « Larraz, contrairement à ce qu'a prétendu son compatriote Jordi Bernet, n'est pas un mauvais dessinateur qui se serait contenté de décalquer le dessin des autres, mais un artiste de talent très à l'aise dans les cadrages, notamment dans les très nombreuses bandes horizontales des quotidiens ».

### Cinéma

#### Cinéma et bande dessinée

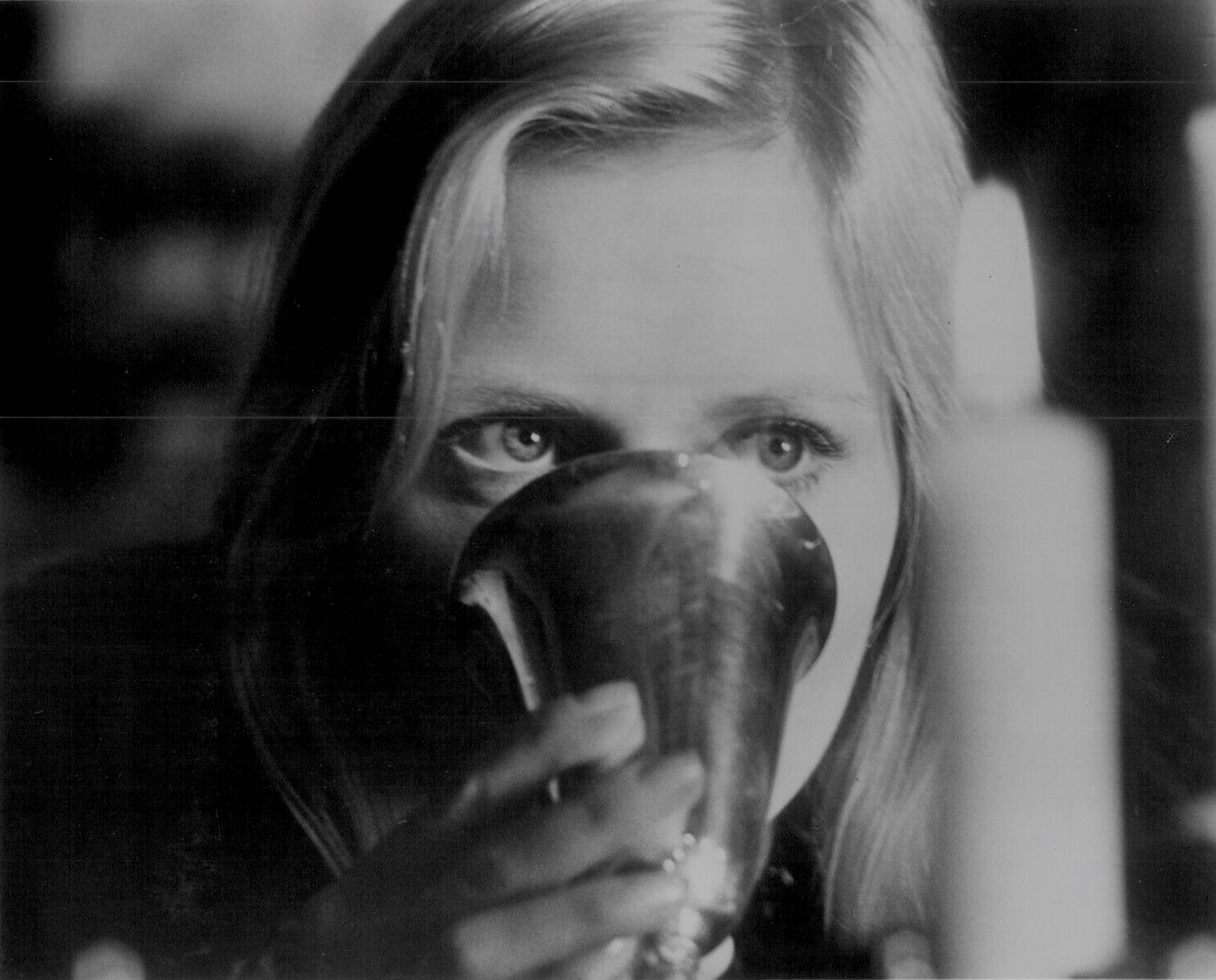
Anulka dans Vampyres (photographie de plateau).

On a pu parler, au sujet du cinéaste, d'un « cas Larraz ». D'abord parce qu'il est un cinéaste autodidacte, en outre scénariste de la plupart de ses films. Mais surtout parce que ses films sont très différents de ses BD : « voilà l'un des rares dessinateurs de bandes dessinées (voire le seul) à avoir mené une véritable carrière dans le cinéma. Carrière autonome, sans lien direct avec son œuvre dessinée, à la différence d'auteurs de BD qui passent occasionnellement derrière la caméra pour retranscrire à l'écran, le temps d'un film, leur univers graphique (Lauzier, Bilal). » Larraz dessine surtout des BD d'aventures, mais tourne principalement des films d'horreur, des films érotiques ou des comédies « dénués de héros faisant traditionnellement triompher le bien contre le mal ». Même les aventures de Paul Foran avec leur orientation fantastique et leurs ambiances sombres sont très différentes des films que Larraz réalise : « les histoires de Foran trouvent toujours leur dénouement dans une explication rationnelle des phénomènes exposés ; à l'inverse, les films de terreur de Larraz [...] sont très avares d'explications. »
Dessinateur de BD et cinéaste : Larraz sépare si nettement ses deux pratiques qu'il s'interdira, après son premier film, d'utiliser un storyboard pour préparer sa mise en scène. « Quand un dessinateur de bande dessinée a un crayon à la main, il devient très fantaisiste, explique-t-il dans des propos rapportés par Tim Greaves. [...] J'ai donc toujours pensé qu'il valait mieux que j'évite de faire des storyboards, car sinon je m'assiérais à ma table et je dessinerais quelque chose que je ne pourrais pas obtenir à l'écran. » Il y a une autre raison qui explique son refus du storyboard. Pour Larraz, le plus important dans l'image cinématographique, ce n'est pas le contour mais la lumière : « La lumière pour moi conditionne tout ».

#### Atmosphères et paysages

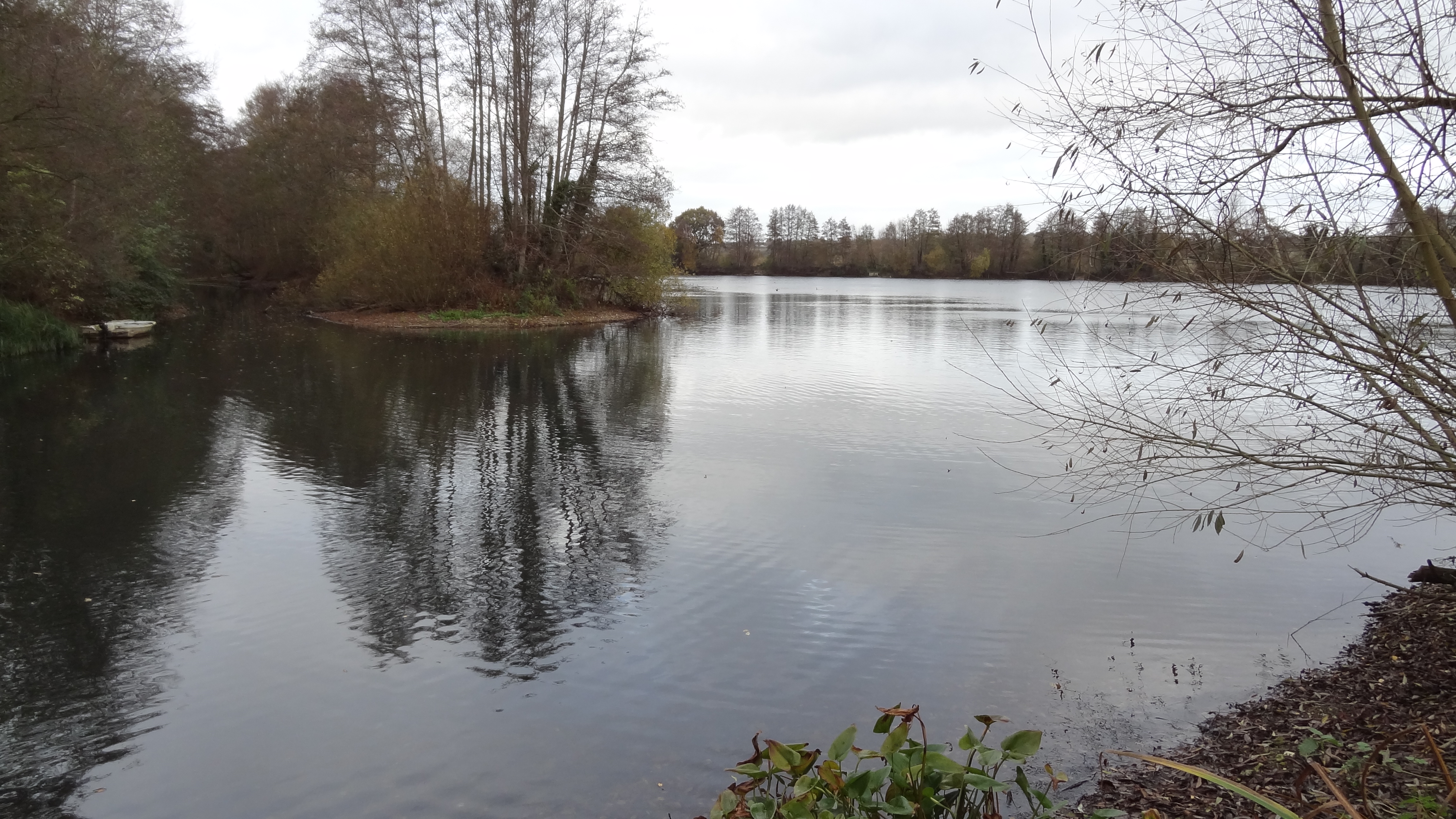
Le lac Korda à Mid Colne Valley (photographie prise par Dudley Miles en novembre 2011). Larraz a tourné des séquences de Les Symptômes et de Vampyres dans les environs d'Harefield.

En tant que dessinateur de BD, Larraz est avant tout un « conteur » ; en tant que cinéaste, il s'intéresse moins au récit qu'aux atmosphères. Comme l'ont remarqué Philippe Terral au sujet de Les Symptômes, David Pirie au sujet de Vampyres et Kim Newman au sujet de tous ses films anglais, il n'y a pas vraiment d'intrigue, « rien ne se passe [...] mis à part les séries de meurtres », et il n'y a aucune surprise : tout ce que le spectateur soupçonne se produit effectivement. « L'ambiance, l'atmosphère doivent passer avant [l'histoire et les dialogues, affirme Larraz dans un entretien avec Philippe Terral]. C'est la vie même qui est comme ça : parfois, j'entre dans des endroits et je ne m'y sens pas bien ; cela est uniquement dû à l'atmosphère. [...] Or je crois que c'est essentiellement la lumière qui crée ces ambiances différentes. Ceci est très important dans les films de terreur [...]. »

Selon Cathall Tohill et Pete Tombs, le mystère d'un film comme Les Symptômes « ne vient pas de l'intrigue, dont la résolution est évidente dès le début, mais de nuances étranges et déstabilisantes qui ne sont jamais résolues. » C'est ce qui, selon eux, fait l'originalité des réalisations anglaises de Larraz : alors que les productions de la Hammer montrent tout ce qu'il faut comprendre, sans laisser de place au mystère et au doute, les films du cinéaste espagnol donnent l'impression d'une présence irrationnelle cachée sous les apparences. Ce goût des atmosphères mystérieuses est sensible dans la manière dont Larraz filme la campagne anglaise : « dans ses films, les architectures et les paysages sont souvent plus importants que les personnages principaux. » Couchers de soleil, bois, rivières, lacs, bâtiments néo-gothiques y prennent une apparence souvent inquiétante et évoquent la proximité d'un « inexplicable danger ». « La peur est un sentiment qui me [...] passionne, affirme Larraz dans un entretien. Pas la peur rationnelle : si un homme rentre maintenant dans ma chambre avec une mitraillette, j'aurai peur, mais je saurai pourquoi. Ce qui m'a toujours intéressé, c'est la peur irrationnelle : [...] pourquoi se sentir mal dans un endroit donné ? »

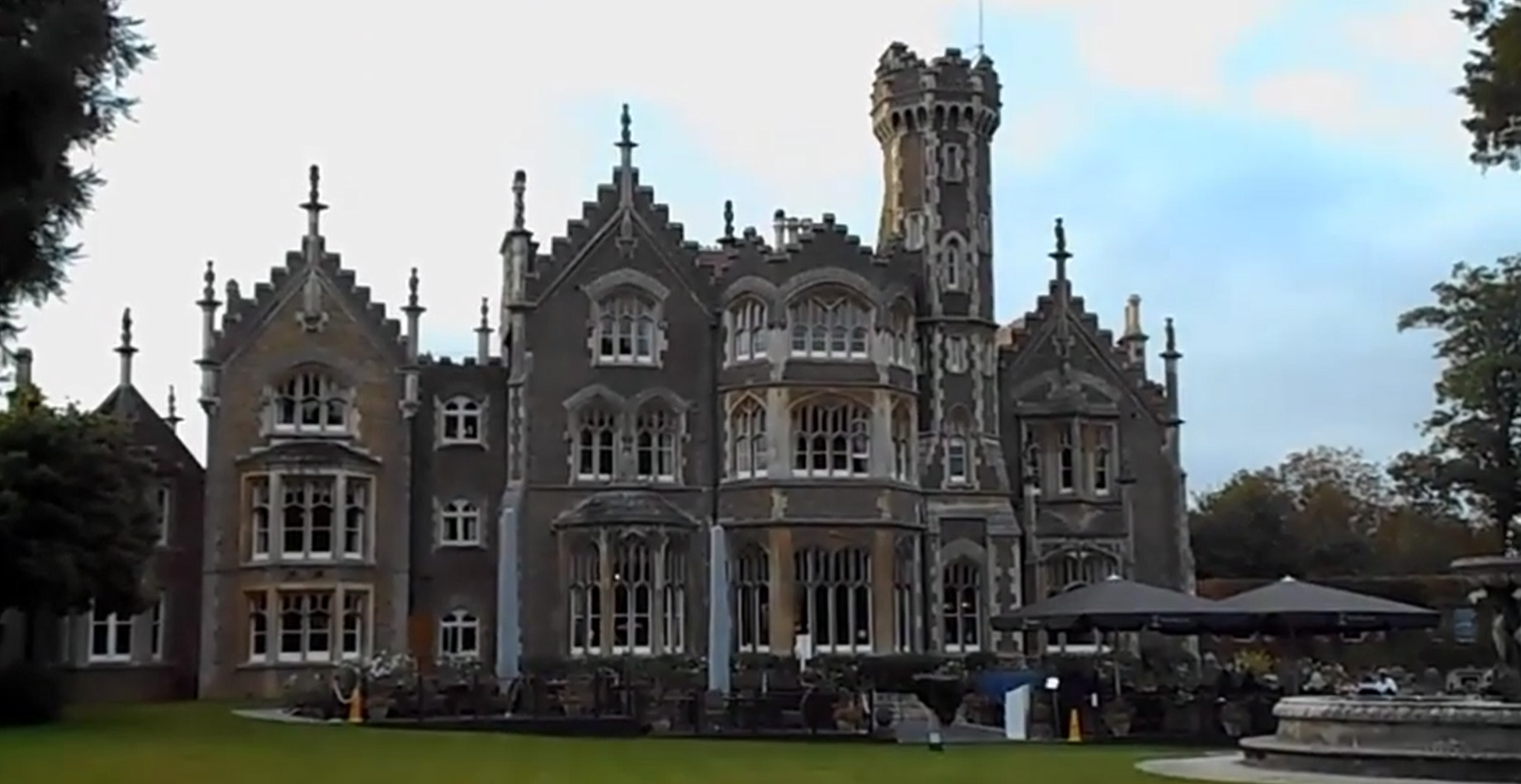
Oakley Court (photographie prise en juillet 2015 par Maypm), manoir néo-gothique que Larraz a filmé dans Vampyres.

Pour Philippe Terral, les architectures et paysages sont des « traductions visuelles » de l'esprit tourmenté des personnages. « Ces maisons isolées - aussi inquiétantes que la nature qui les entoure - révèlent les peurs enfouies dans l'inconscient des meurtriers. » Et dans Les Symptômes, le bois et le lac sont à l'image de l'héroïne : ils « possèdent une réelle beauté laissant cependant entrevoir certains aspects inquiétants ».

#### Érotisme
Larraz a pu déclarer n'avoir « aucun penchant pour l'érotisme » et avoir réalisé la plupart de ses films « à contre cœur ». S'il a débuté avec L'Enfer de l'érotisme, c'est que le marché du cinéma érotique était alors en plein essor et qu'un cinéaste totalement inexpérimenté pouvait y trouver l'opportunité de tourner. Le film ayant eu du succès, l'opportunité s'est vite présentée à nouveau. « Mais la médaille a son revers dont Larraz prendra conscience plus tard : pour tout le restant de sa carrière, il sera catalogué comme réalisateur de films érotiques/horrifiques bon marché. »
Pourtant, dès L'Enfer de l'érotisme, le cinéaste se distingue par le soin qu'il accorde aux séquences érotiques - plus longues, plus précises et plus intenses que celles qui sont ordinairement filmées en 1969. Comme le remarque Tim Lucas dans le commentaire audio qu'il enregistre pour l'édition du film en blu-ray, même un cinéaste comme Jess Franco ne tourne pas à cette époque des séquences aussi longues, et c'est seulement dans les films contemporains de Joe Sarno qu'on pourrait trouver l'équivalent. « La sexualité est importante dans la plupart des films de Larraz, écrivent Cathal Tohill et Pete Tombs. Il ne recule pas devant le sujet comme le font les Britanniques, son approche est plus européenne, plus ouverte et sans honte. Dans les années 1970, quand les réalisateurs anglais abordent la sexualité, ils le font avec gêne [...]. Larraz veille à ce que ses acteurs et actrices aient l'air crédible pendant les séquences de sexe, ce qui inévitablement donne à ces dernières un aspect audacieux, surtout quand on les rapporte aux normes britanniques. [...] [Dans ses films,] la sexualité n'est pas seulement là pour faire sensation et assurer le succès, elle sert surtout à intensifier le mystère et l'atmosphère de danger latent. »
Cette approche ouverte et sérieuse de la sexualité, ce refus de l'aborder d'un point de vue strictement commercial se manifeste également dans une particularité remarquée par Tim Lucas : Larraz n'exclut pas des séquences érotiques les actrices vieillissantes (Pia Andersson dans L'Enfer de l'érotisme, Maggie Walker dans Crie et meurs, Helga Liné dans Los ritos sexuales del diablo).

#### Horreur moderne

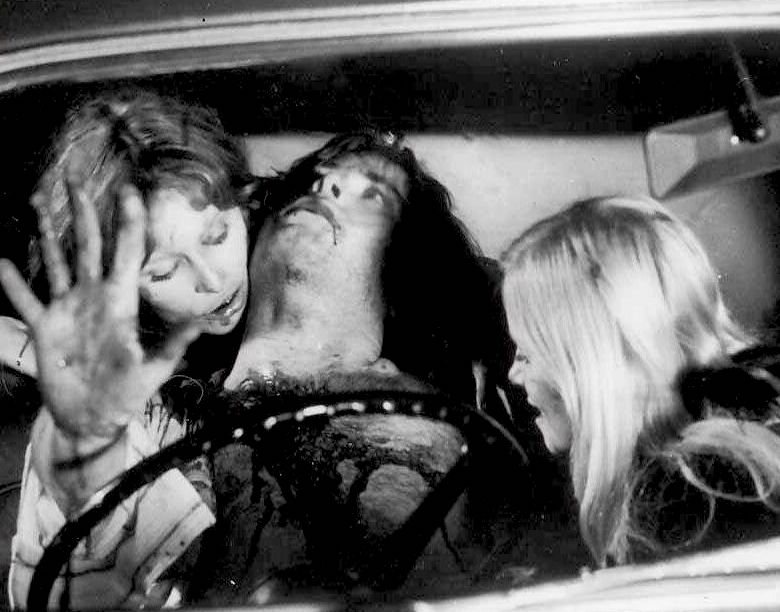
Marianne Morris, Brian Deacon et Anulka dans Vampyres (photographie de plateau).

Les premières réalisations de Larraz s'inscrivent dans le courant de l'horreur moderne qui, en Grande Bretagne dans les années 1970, s'impose en réaction contre l'esthétique de la Hammer. Comme Pete Walker ou Norman J. Warren, Larraz tourne en extérieur et rejette l'imagerie fantastique, privilégiant, aux créatures surnaturelles, des assassins « dignes des pages des faits divers ». S'il lui arrive de montrer des vampires, il les dépouille du « folklore [...] traditionnel : pas de crucifix, cercueils, ou canines aiguisées ». Dans Vampyres, « Fran et Marian ne se distinguent quasiment pas des "vivants" : elles sont belles, sociables et dépourvues des caractéristiques classiques telles que corps froid, teint pâle ou pouvoirs surnaturels. Seuls la peur du soleil et le goût du sang les identifient au vampire classique. » Tous ces films se caractérisent, selon Olivier Père, par « une brutalité triviale » et « une vision dépressive du sexe et de la violence » : « de la laideur et de la tristesse de ces bandes malpropres [...] transpire quelque chose de la névrose ordinaire, de la grisaille et de l'ennui de la campagne anglo-saxonne ».
La violence « dépressive » qui caractérise l'horreur moderne n'a pas de fonction cathartique. C'est ce qui a frappé le critique Roger Ebert en 1970, quand il a vu le premier film de Larraz, et c'est ce qui l'a « terriblement mis mal à l'aise » : dans L'Enfer de l'érotisme, écrit-il, la violence n'est pas comparable à celle, cathartique, qu'on trouve dans La Horde sauvage ou dans les westerns spaghetti, « c'est une violence particulièrement horrible, montrée pour elle-même et savourant délibérément sa propre laideur ». Du point de vue de l'horreur moderne, les films de Larraz ont donc une importance historique certaine, et pas seulement pour le cinéma britannique : ils sont les premiers à imposer aussi nettement cette nouvelle approche de la violence. L'Enfer de l'érotisme précède non seulement les films d'horreur de Pete Walker (le premier thriller de Walker, Meurs en hurlant, Marianne, date de 1971 et est souvent considéré comme une ébauche, encore peu horrifique, de ses réalisations ultérieures), mais aussi La Dernière Maison sur la gauche de Wes Craven. Tim Lucas va jusqu'à parler d'une « influence évidente » que le film aurait exercée sur le cinéaste américain. Bien que cette influence ne soit pas avérée, la parenté entre la séquence finale de L'Enfer de l'érotisme et certaines séquences du film de Craven est manifeste.

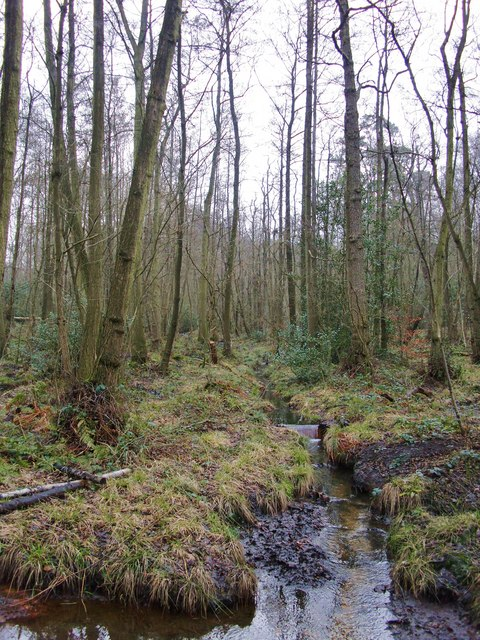
Le bois, auprès du lac de Black Park, dans le Buckinghamshire (photographie prise en février 2011 par Stefan Czapski). Larraz a tourné dans ce bois des séquences de L'Enfer de l'érotisme.

#### Naturalismeet horreur
Dans les années 1990, Larraz voulait adapter Thérèse Raquin de Zola. Son inclination pour le naturalisme, réfrénée lorsqu'il faisait de la bande dessinée (elle s'exprimait alors uniquement dans son goût pour les animaux sauvages), a pu s'affirmer sans contrainte dans les films qu'il a réalisés.
Son penchant pour le naturalisme se manifeste d'abord dans son refus de juger ses personnages d'un point de vue moral : « La traditionnelle opposition "bien/mal" est, comme le remarque Philippe Terral, totalement absente de son œuvre filmée. À la différence de nombre de ses confrères familiers du genre fantastique, Larraz ne se pose pas en juge, mais plutôt en observateur de la nature humaine ». « Tout pour moi est naturel, affirme le cinéaste dans un entretien avec Philippe Terral. Il n'y a pas de déviation, tout est engendré par la nature. Si une chose existe, elle est respectable : je respecte la nature et ne crois pas à l'anormalité. » Son naturalisme se révèle également dans son intérêt pour les pulsions qui poussent ses personnages à agir.
D'où ses réussites dans le cinéma d'horreur : « Je crois, dit-il à Philippe Terral, qu'un des éléments essentiels du film d'horreur est la présence d'un criminel, d'un détraqué, d'un monstre ; quel que soit le terme, il s'agit d'une personne que son instinct pousse à faire du mal à autrui. » Pour Larraz, le criminel n'est un "détraqué" ou un "monstre" qu'en apparence. En réalité, c'est un être naturel poussé par son "instinct". « Je crois, ajoute-t-il dans le même entretien, qu'un criminel a ses instincts criminels dès la naissance ; d'ailleurs, nos chromosomes ont déjà des instincts criminels. [...] Les circonstances de la vie font que l'instinct criminel se développe d'une façon ou d'une autre. [...]. Dans mes films, il n'y a que des victimes. Les bourreaux sont peut-être au fond des victimes aussi ; c'est l'instinct qui les pousse à faire des choses qui sont malheureusement dangereuses pour les autres, pour la société. [...] Prenons le film de Fritz lang, M. le maudit, quand Peter Lorre dit " je suis né comme ça, que puis-je y faire ?" ; c'est vrai, l'assassin est parfois la première victime. »
Lorsqu'il montre des créatures traditionnellement associées au surnaturel comme les vampires, Larraz les filme de la même manière qu'il filme les criminels dans ses autres films : comme des êtres naturels  que leurs pulsions rendent dangereux. « Un vampire est un criminel [...], affirme-t-il dans des propos rapportés par Tim Greaves. J'ai toujours associé vampirisme et brutalité. Je ne crois pas au "vampire romantique". J'ai imaginé le rôle de ces deux filles comme celui de deux animaux sauvages s'emparant dans l'urgence du sang dont elles ont besoin. C'est pourquoi mon film est si brutal. »

## Œuvres publiées

### Bandes dessinées

#### Albums
- Collection Samedi-Jeunesse, Éditions Samedi :

1. Samedi-Jeunesse no 32 : Hommes et bêtes, 1960.
2. Samedi-Jeunesse no 35 : Jed Foran, 1960.

- Paul Foran (scénario sous le pseudonyme « Gil »), Dupuis :

1. Chantage à la terre, avec Jordi (non crédité) (dessin attribué à Montero), 1976.
2. L'ombre du gorille, avec Jordi (dessin), 1977.
3. Le Mystère du lac, avec Montero (dessin), 1978.
4. La momie, avec Jordi (dessin), 1979.

- Capitaine Baroud, Milwaukee Comics :

1. Capitaine Baroud, 2001.
2. Stella, 2001.

- Paul Foran (scénario sous le pseudonyme « Gil »), Milwaukee Comics :

1. Le gang des vampires, avec Montero et Jordi (non crédité) (dessin), 2001.
2. Le Repaire de la mort lente (scénario et dessin sous le pseudonyme « Watman »), 2009.
3. Chantage à la Terre, avec Jordi (non crédité) (dessin attribué à Montero), 2009.
4. Les Démons de la jungle, avec Jordi (dessin), 2010.
5. L'Habitant du moulin, avec Jordi (dessin), 2011.
6. Baroud dans l'île, avec Miguel Cussó (scénario) et Jordi (dessin), 2012.
7. Le Retour de Ling-Hur, avec Miguel Cussó (scénario) et Jordi (dessin), 2012.
8. Le Mystère du lac, avec Montero (dessin), 2013.
9. L'Ombre du gorille, avec Jordi (dessin), 2014.

- Kim Norton (sous le pseudonyme « Watman »), Milwaukee Comics :

1. La Route de l'enfer, 2009.
2. Les Compagnons du fantastique, 2012.
3. Enquêtes fédérales, 2012.
4. Les Tams-tam de la grande ville, 2021.

- Jed Foran, Milwaukee Comics :

1. Aventure au Grand Nord, 2010.

- Yves la Brousse, Milwaukee Comics :

1. Yves la Brousse, 2021.

- Christian Vanel (sous le pseudonyme « Dan Daubeney »), Milwaukee Comics :

1. La Vallée des hommes sans âme, 2022.
2. Le Temple des Kanamas, 2022.

#### DansSpirou
- Christian Vanel (sous le pseudonyme « Dan Daubeney ») :

1. Le Temple des Kanamas, 1967.
2. La Vallée des hommes sans âme, 1968.

- Michaël (sous le pseudonyme « Dan Daubeney ») :

1. Un paradis pour Michaël, 1967.
2. Un paradis pour Michaël, 2e partie, 1968.
3. Noël en brousse, récit court, 1968.
4. L'Esprit de Tambo, 1969.
5. Mon ami l'okapi, 1971.

- Paul Foran (scénario sous le pseudonyme « Gil » sauf indication contraire) :

1. Le Mystère du lac, avec Montero (dessin), 1968.
2. Le Gang des vampires, avec Montero et Jordi (non crédité) (dessin), 1969.
3. Chantage à la terre, avec Jordi (non crédité) (dessin), 1969.
4. La Momie, avec Jordi (dessin), 1970.
5. L'Habitant du moulin, avec Jordi (dessin), 1971.
6. Les Démons de la jungle, avec Jordi (dessin), 1971-1972.
7. Baroud dans l'île, avec Miguel Cussó (scénario) et Jordi (dessin), 1973.
8. L'Ombre du gorille, avec Jordi (dessin), 1975.
9. Le Retour de Ling-Hur, avec Miguel Cussó (scénario) et Jordi (dessin), 1976-1977.
10. Le Repaire de la mort lente (scénario et dessin sous le pseudonyme « Watman »), 1978.

- Les Compagnons du fantastique :

1. Un cas de télépathie, 1975. Sous le pseudonyme « Watman ».

- Kim Norton :

1. La Route de l'enfer, 1975. Sous le pseudonyme « Watman ».
2. La Voix venue de la tombe, 1975. Sous le pseudonyme « Watman ».
3. Les Tam-tams de la grande ville, 1978. Sous le pseudonyme « Watman ».
4. La Déesse des collines, 1978. Sous le nom « Larraz ».

#### Dans d'autres revues
- Aventuras de Wilkens el cazador, dans Alcotán, 1951.
- Castigo del Ártico, dans Nicolás, 1952-1954.
- En las entrañas de la tierra, dans Nicolás, 1952-1954.
- Ray Walker, el hombre del asfalto, dans Nicolás, 1952-1954.
- El Coyote, dans El Coyote, 1952-1954.
- Duncan Foster, dans El Coyote, 1952-1954.
- Kirza, dans Aventurero, 1953.
- Tim Rogers, dans Aventurero, 1953.
- Doc Foran (dessin), avec Ricardo Acedo (scénario), dans Aventurero, 1953.
- Vivian, Pecas, Janet y Pipa, dans Florita, 1953.
- Pipa, Pipo y sus amigas, dans Florita, 1954.
- Guillermo, el perro y el capi, dans Yumbo, 1954.
- Kan Mahal, dans Enigma escarlata, 1954.
- El torreón de los bùhos, dans Enigma escarlata, 1954.
- Douce Liane, l'amie de la jungle (dessin), avec Marijac (scénario), dans Mireille, 1954.
- Jungle interdite (dessin), avec Marijac (scénario), dans Coq hardi, 1954.
- Jenny (dessin, non achevé par Larraz), avec Marijac (scénario et dessin), dans Mireille, 1954-1955.
- Stop au signal rouge ! (dessin, non achevé par Larraz), avec André Chosalland (scénario), dans Bayard, 1956.
- La Petite Annie (dessin), avec Pierre Fallot (scénario), dans Le Journal de Mickey, 1956-1958.
- Tim la Brousse, dans Le Journal de Mickey, 1957-1961.
- Eyrimah, dans Le Journal de Mickey, 1961. Non signé.
- L'Homme des vallées perdues, dans Le Journal de Mickey, 1961. Sous le pseudonyme « Diana Daubeney ».
- Jean-Louis le harponneur, dans Le Journal de Mickey, 1962. Non signé.
- Le Corsaire des Caraïbes, dans Le Journal de Mickey, 1967.
- Jungle Jack (scénario, en anglais), avec Jordi Bernet (dessin), dans Lion, 1967.
- Yves la Brousse : Terreur au Bengale, dans Pilote, 1967-1968.
- Deux récits courts de Boango dans Le Journal de Tintin, 1975.
- Deux récits courts de Yann le Gaël dans Le Journal de Tintin, 1976.
- Arsat (scénario), avec Antonio Deu et Antonio Solé Sanz (dessin), dans Akim, 1980-1981.
- Necrofilia dans Rambla, 1984.

#### Dans lapresse quotidienne
- Jed Foran, dans Le Parisien libéré, 1955-1957.
- Capitaine Baroud, dans L'Équipe, 1955-1960.
- Hommes et bêtes, avec José Laffond (dessin), dans France-Soir, 1956-1957. Sous le pseudonyme « Gil ».
- Cécile, dans Le Parisien libéré, 1957-1960. Sous le pseudonyme « Gilles ».
- La Casaque noire (scénario), avec Julio Montañés (dessin), dans Le Soir, 1958.
- Croc-blanc, dans Libération, 1960.
- La Guerre du feu, dans L'Humanité, 1962.
- Le Félin géant, dans L'Humanité, 1962-1963.
- L'Île au trésor, dans Le Soir, 1965.
- Cléopâtre, reine d'Égypte, dans Le Soir, 1966.

## Filmographie
- 1969 : L'Enfer de l'érotisme (Whirlpool) (sous le nom de J.R. Larrath)
- 1971 : Déviation sexuelle (Deviation) (sous le nom de J.R. Larrath)
- 1972 : La muerte incierta
- 1973 : Crie et meurs (Scream and Die!) (sous le nom de Joseph Larraz)
- 1974 : Emma, puertas oscuras
- 1974 : Les Symptômes (Symptoms) (sous le nom de Joseph Larraz)
- 1974 : Vampyres (sous le nom de Joseph Larraz)
- 1977 : El fin de la inocencia
- 1977 : Le Voyeur (El mirón)
- 1978 : Luto riguroso
- 1978 : La ocasión
- 1978 : La P... et l'Étalon / Les Affamées du mâle (La visita del vicio)
- 1979 : Sans peur et sans culotte / L'infirmière a le feu aux fesses (El periscopio)
- 1979 : The Golden Lady (en)
- 1979 : Polvos mágicos (Lady Lucifera)
- 1980 : Estigma
- 1981 : Les Élèves de Madame Olga (es) (Las alumnas de madame Olga) (sous le nom de Joseph Bronstein)
- 1981 : La momia nacional
- 1982 : Los ritos sexuales del diablo (sous le nom de Joseph Braunstein)
- 1983 : Juana la loca... de vez en cuando (es)
- 1985 : Goya, mini-série tv (6 épisodes)
- 1987 : Repose en paix (en) (Descanse en piezas) (sous le nom de Joseph Braunstein)
- 1988 : Al filo del hacha (en) (sous le nom de Joseph Braunstein)
- 1990 : Deadly Manor (en)
- 1992 : Sevilla Connection
- 2002 : Viento del pueblo: Miguel Hernández (es), mini-série tv